# Au service des hommes
Pour plus de détails, voir Fiche technique et Distribution.
Au service des hommes (A Man Called Peter) est un film américain réalisé par Henry Koster, sorti en 1955.

## Synopsis
En tant que garçon grandissant à Coatbridge, en Écosse, Peter Marshall aime la mer et souhaite travailler sur un navire. Plusieurs années plus tard, il est pris dans un brouillard et manque de tomber d'une corniche. Sa survie le pousse à consacrer sa vie à Dieu. Il commence à économiser assez d'argent pour aller à l'école en Amérique. Il y arrive et travaille à nouveau très dur pour économiser suffisamment pour payer l'école de théologie. Une fois diplômé, il est appelé à servir comme pasteur dans une église rurale à Covington, en Géorgie.
Ses sermons sont bien accueillis, et bientôt, les gens viennent de près et même de loin pour l'entendre. Catherine Wood, du collège Agnes Scott voisin, tombe amoureuse de Peter la première fois qu'elle l'entend parler.
Catherine impressionne Peter en l'aidant lors d'un événement destiné aux étudiants, où elle prononce un discours improvisé en citant des extraits de ses sermons. Ils finissent par se marier. Leur lune de miel est consacrée à un voyage en mer et à une partie de pêche mais Catherine a le mal de mer et refuse de monter dans un bateau de pêche.
Ils reviennent de leur lune de miel à Washington, où Peter a accepté un poste de pasteur de l'église presbytérienne de New York Avenue. Les services sont peu fréquentés, et Peter invite des gens de tous horizons. Il s'attire ainsi les foudres du snobisme de l'église locale, mais malgré cela, les services sont bientôt bondés. Le fils de Peter, Peter John, naît le matin du 7 décembre 1941. Ce matin-là, alors que Pearl Harbor est attaqué, Peter prêche à l'Académie navale à Annapolis.Nouvellement inspiré, il change son sermon prévu pour un sermon sur la mort et la vie éternelle et décrit la mort comme le fait de s'endormir dans une pièce et de se réveiller le lendemain matin dans la pièce à laquelle on appartient.
Catherine contracte la tuberculose et est clouée au lit. Elle écoute le sermon de Pierre sur une femme qui a été guérie en touchant l'ourlet de la robe de Jésus. Lorsque Pierre rentre chez lui, Catherine a quitté son lit et a descendu les escaliers de sa maison pour la première fois en trois ans. Pierre et Catherine achètent une maison de vacances à Cape Cod. Pierre emmène son fils à la pêche, mais Catherine refuse d'aller sur l'eau.
À leur retour, Peter tombe malade pendant qu'il prêche et est transporté d'urgence à l'hôpital. Il souffre d'une thrombose coronaire. Après une courte période de repos, il se remet à prêcher et accepte une nomination comme aumônier du Sénat des États-Unis. Une nuit, Peter réveille Catherine en lui disant qu'il souffre. Alors qu'une ambulance l'emmène, elle lui demande de l'accompagner. Il lui répond qu'elle doit rester avec leur fils et qu'il la verra demain matin. Plus tard, l'hôpital l'appelle pour lui annoncer le décès de Peter. Cet été-là, elle emmène son fils à la maison de campagne de Cape Cod. Il veut aller sur le bateau. Elle réalise qu'il ne peut pas y aller seul et monte dans le bateau avec lui.

## Fiche technique
- Titre : Au service des hommes
- Titre original : A Man Called Peter
- Réalisation : Henry Koster
- Scénario : Eleanore Griffin d'après le livre de Catherine Marshall
- Photographie : Harold Lipstein
- Montage : Robert L. Simpson
- Musique : Alfred Newman
- Société de production : 20th Century Fox
- Pays d'origine : États-Unis
- Format : Couleurs
- Genre : biographie
- Date de sortie : 1955

## Distribution
- Richard Todd : Peter Marshall (en)
- Jean Peters : Catherine Wood Marshall
- Marjorie Rambeau : Miss Laura Fowler
- Jill Esmond : Mme Findlay
- Les Tremayne : Willis K. Harvey
- Robert Burton : Mr Peyton
- Richard Garrick : Colonel Evanston Whiting
- Billy Chapin : Peter John Marshall
- Parmi les acteurs non crédités :
- Ben Wright : Mr Findlay
- Doris Lloyd : Miss Hopkins
- Eleanor Audley : Membre de la congrégation
- Marietta Canty : Emma
- Ruth Clifford : l'infirmière
- Ann B. Davis : Ruby Coleman
- Edward Earle : Prescott
- William Forrest : Président du séminaire Columbia
- Roy Glenn : l'ouvrier
- Dayton Lummis : Agent de police écossais
- Sam McDaniel : Henry
- Leslie Parrish : Newlywed
- Charles Evans : Président du Sénat
- James Best, Colin Kenny, Hank Mann : participants au rassemblement de la jeunesse